# Salsola adisca
Salsola adisca är en amarantväxtart som beskrevs av Viktor Petrovitj Botjantsev. Salsola adisca ingår i släktet sodaörter, och familjen amarantväxter. Inga underarter finns listade i Catalogue of Life.